# 于瑞章
于瑞章（1923年—），廣西桂林人，中国男子篮球运动员，曾随中华民国男子篮球队参加1948年夏季奥林匹克运动会男子篮球比赛，最终获得第18名。